# 체임벌린 내각의 유럽 외교 정책
1937년부터 1940년까지 체임벌린 내각의 유럽 외교정책은 네빌 체임벌린 영국 총리의 '우리 시대의 평화' 부터 이어진 의지를 바탕으로 나치 독일에 대한 유화 정책과 봉쇄 정책을 추구하고, 1939년 9월, 그는 폴란드 침공에 대한 최후 통첩을 전달했고, 뒤이어 독일에 대한 전쟁을 선포했다.

## 평화에 대한 헌신
제1차 세계대전의 참상과 그 여파를 목격한 유럽의 다른 많은 이들처럼 체임벌린도 평화를 위해 헌신했었다. 국민에게 불만이 있으면 독재 정권이 생겨나고, 그 불만의 근원을 제거하면 독재 정권의 공격성이 줄어들 것이라는 이론이었다. 당시 흔한 생각으론 베르사유 조약이 아돌프 히틀러의 불만의 근본 원인이라는 것이었다. 정치적으로 비방하는 사람들도 인정했듯 체임벌린은 유럽 정치라는 구식 학교에서 자란 명예로운 사람이었다. 외교 채널을 통해 나치 독일을 상대하고 내부, 특히 처칠의 반대 징후를 진압하려는 그의 시도는 1934년 6월 30일 체임벌린에 의해 "유화 정책"이라고 불렸다.

## 재무장
체임벌린이 총리직 초기에 그의 외교 정책 발전의 주요 요인이었던 주요 구조적 문제는 전 세계적인 국방 약속 문제와 이러한 약속을 유지하기 위한 불충분한 경제적, 재정적 기반 문제였다. 1937년 영국 참모총장이 작성한 보고서가 체임벌린에게 많은 영향을 미쳤다.
오늘날에도 우리는 극동이나 지중해에서 비상사태에 걱정 없이 직면할 수 있습니다. 우리가 자유롭게 이 지역 중 하나 또는 다른 지역에 충분한 힘을 집중할 수 있다면... 그러나 현재 상황의 두드러진 특징은 다음과 같습니다. 이 세 지역(세 번째는 서유럽) 중 하나에서 시작된 전쟁이 다른 두 지역 중 하나 또는 둘 다로 확장될 가능성이 증가하고 있습니다. 우리는 우리의 방어군이 우리 영토를 보호할 만큼 강력해질 시기를 예측할 수 없습니다. , 무역 및 독일, 이탈리아 및 일본에 대한 중요한 이익을 동시에 제공합니다. 그러므로 우리는 제국 방어의 관점에서 잠재적인 적의 수를 줄이거나 잠재적인 동맹의 지원을 얻기 위해 취할 수 있는 정치적 또는 국제적 조치의 중요성을 과장할 수  밖에 없습니다.

체임벌린 자신도 1937년 10월 내각에 다음과 같이 말하면서 자원이 부족한 3면 전쟁 가능성에 대한 우려를 표명했다. "이 나라가 극동 지역에서 [일본과의 전쟁에] 돌입하게 된다면 동유럽이든 스페인이든 독재 국가가 행동을 취하려는 유혹을 뿌리칠 수 없을 것입니다."
더욱이 전 세계의 모든 국방 약속을 충족할 만큼 충분한 군사력을 제공할 수 있는 경제적 능력이 존재하지 않았으며, 이는 잠재적인 적의 수를 줄이기 위해 외교에 더 많이 의존해야 한다는 것을 의미했다. 체임벌린에게는 두 가지 선택지가 있었지만 상호 배타적이지는 않았다. 하나는 불만이 본질적으로 제한되어 있고 정당하다고 이해되는 한 그들의 불만을 달래서 잠재적인 적을 줄이는 것과 다른 국가와 동맹을 형성하여 영국의 힘을 높이는 것이었다. 1937년과 1938년에는 전자의 선택이 더 강조되었고, 1939년과 1940년에는 후자가 우선 시 되었다. 체임벌린의 전략에 필요한 부속물은 재무장이었다. 이는 영국이 유리한 입장에서 협상할 수 있도록 하고, 잠재적 적이 전쟁을 선택하는 것을 예방하고, 전쟁이 발발하는 최악의 시나리오에서 미래을 보장하기 위한 것이었다.
체임벌린은 왕립 공군을 매우 중요시했다. 1936년 10월 재무장관이었던 체임벌린은 내각에 "공군력은 우리가 고안할 수 있는 가장 강력한 전쟁 억제력"이라고 말했다. 재무장관이자 총리로서 체임벌린은 영국 왕립 공군의 예산을 크게 확대했다. 왕립 공군이 체임벌린에게 갖는 중요성은 예산이 1933년 1,678만 파운드에서 1939년 1억 5,702만 파운드로 증가하여 1937년 영국 육군 예산과 1938년 영국 해군 예산을 능가했다는 점에서 볼 수 있다. 1930년대에 대공황으로 가속화된 장기간의 경제 쇠퇴로 인해 영국 경제는 더 많은 공군을 위해 동시에 건설할 수 있는 공장, 공작 기계, 숙련된 기술자 및 돈이 충분하지 않을 정도로 위축되었다. 동시에 두 대양에서의 전쟁을 치룰 수 있는 능력의 왕립 해군과 유럽의 주요 강대국과 싸울 수 있는 영국군의 필요로 인해 체임벌린은 왕립 해군과 육군을 희생시키며 왕립 공군을 중요시하게 되었다.
1937년 체임벌린은 영국이 프랑스에 대규모의 육군을 투입하는 대신 바다와 공중에서의 전쟁 노력을 제한함으로써 제1차 세계 대전의 실수를 피할 것이라는 전략적 원칙인 유화 정책 원칙을 도입했다. 이 교리에 따라 육군은 대규모 감축을 겪었고, 영국 해군과 특히 공군은 대규모 확장되었다.
이러한 재무장은 영국 경제에 큰 문제를 수반했다. 1930년대 후반 군비 지출의 엄청난 증가는 국제 수지, 미국 달러와 금의 보유량, 인플레이션, 그리고 궁극적으로 정부의 신용도를 위협해왔다. 국내 자원이 부족하여 재무장에 필요한 철, 장비, 항공기 및 공작 기계의 대부분을 해외에서 구매해야 했지만, 군비 지출의 증가로 인해 수출용 공장의 수가 줄어들어 불균형을 이루게 되었다. 더욱 재무장을 위해 부과된 세금들은 경제성장을 저해시켰고, 재무장을 위한 막대한 차입으로 인해 영국의 신용이 손상되어 파운드화에 강한 압력이 가해졌다. 1939년까지 체임벌린 정부는 수입의 절반 이상을 국방비에 투자했다.
체임벌린의 재무장 정책은 처음에는 군축 정책을 선호했으나 1938년 말까지 항상 국방 예산 증액에 반대했던 노동당의 반대에 직면했다. 그럼에도 불구하고 노동당은 국방 투표 기권 정책으로 전환했을 뿐이었다. 노동당은 체임벌린이 독일과 군비 경쟁을 벌인 것에 대해 거듭 비난했고, 일부 의원들은 이 사례가 다른 모든 강대국들도 따라하도록 영감을 줄 것이라는 우려로 영국의 무장 해제를 촉구했다. 1930년대 초 노동당은 체임벌린을 높은 수준의 사회 복지 지출보다 높은 수준의 군비 지출을 선호하는 미친 전쟁광으로 자주 비난했다.

## 외교적 노력
체임벌린의 주요 문제는 영국이 독일, 이탈리아, 일본과 동시에 군비 경쟁에서 승리할 수 있는 산업 기반 시설과 재정적 힘이 부족하다는 것이었다. 체임벌린은 이탈리아를 독일에서 분리시키거나 독일을 이탈리아에서 분리하기를 희망했다. 그는 어느 쪽인지에 대해 무관심했지만 일본은 절망적으로 비타협적이라고 간주되었다. 그러면 영국은 나머지 추축국과 함께 군비 경쟁에서 승리할 수 있었다. 1937년 6월에 작성된 편지에서 체임벌린은 자신의 견해를 다음과 같이 요약했습니다. "우리가 독일인과 관계를 맺을 수만 있다면 나는 무소 [베니토 무솔리니]에 대한 신경은 쓰지 않을 것입니다." 체임벌린은 나중에 1938년 1월 자신의 일기에 이렇게 서술했다. "처음부터 나는 베를린과 로마의 두 폭풍과의 관계를 개선하려고 노력해 왔다. 내 생각에는 우리가 궁극적으로 동시에 두 명의 적을 상대하게 될 것이라는 전망과 함께 더 나쁘고 더 나쁜 상황으로 흘러가고 있는 것 같았다."

### 잠재적 동맹
잠재적인 적에게서 승리하기 위한 노력에 대한 체임벌린의 초기 중점은 부분적으로 잠재적인 동맹에 대한 비관적인 평가 때문이었다. 영국의 최고 군사 전문가들은 소련의 붉은 군대의 전투 능력이 의심스럽다고 일관되게 조언했다. 1930년대 중반 미국 의회에서 통과된 중립법은 전쟁 발생 시 미국으로부터 어떠한 도움도 기대할 수 없다는 점을 그에게 확신시켰다. 1937년 10월, 미국을 국제 분쟁에 개입시키려는 노력의 일환으로 체임벌린은 워싱턴 D.C.로 파견된 영국 대표단에게 양국 간의 자유 무역 협정을 협상하라고 지시했다. 어떤 대가를 치르더라도 미국과 합의하는 것이 중요했던 것 이었다. 회담이 시작되기도 전에 그는 영국 대표단에게 미국인들이 "필수적"이라고 간주하는 전제 조건을 수락하라고 명령했다. 프랑스는 에릭 핍스 영국 대사 파견에 대한 매우 부정적인 평가로 인해 잠재적 동맹국으로 강등됐다.
독일
체임벌린의 초기 외교 정책 목표 중 하나는 독일의 승인을 얻고 그가 생각하는 모든 불만을 해결함으로써 평화로운 유럽을 보장하기 위한 "일반적인 해결"을 추구하는 것이었다. 1937년 5월, 런던을 방문 중인 얄마르 샤흐트 국가 은행 총재와의 회담에서 영국은 자신들의 요구 사항을 담은 문서를 작성했다: 독일은 국제 연맹으로 복귀하고, 서유럽에 대한 불가침 조약, 군비 제한 조약 그리고 "모든 중부 및 동유럽의 영토 보전과 주권 독립을 존중하는 것과 관련하여 중부 및 동부 유럽 정부를 만족시킬 조약 형식 또는 기타 방식의 독일이 할 수 있는 조치이다." 가장 중요한 것은 일반적인 해결은 유리한 위치에서 협상되어야 했기 때문에 체임벌린에게는 그러한 회담을 시작하기 전에 영국 재무장을 완료하는 것이 필요했다. 체임벌린이 재무장관으로서 작성을 도왔던 1934년 2월 28일 국방 요구 사항 위원회(DRC, Defense Requirements Committee)의 보고서에서 독일이 "우리의 '장거리적인 관점에서' 방어가 맞서야 할 궁극적인 잠재적 적"이라고 칭했기 때문에 독일이 중시되었다.
독일에 대한 중점의 이유는 독일의 힘에 대한 평가 때문이었다. 이는 체임벌린의 독일에 대한 우호적인 감정과는 아무런 관련이 없었다는 것을 뜻하고, 독일인에 대한 그의 감정은 그가 1930년에 그의 여동생 중 한 명에게 쓴 편지에 잘 요약되어 있으며, 그 편지에서 그는 "전체적으로 나는 독일인을 싫어합니다"라고 서술했었다.

### 이탈리아
영국의 잠재적 적의 수를 줄이기 위한 정책의 일환으로 체임벌린은 이탈리아를 우리의 편으로 되돌리기 위한 기초로 1937년 1월 신사 협정의 활용을 크게 강조했었다. 체임벌린은 이탈리아와 독일이 스페인 내전으로 인해 하나로 묶였으며 이탈리아 총리 베니토 무솔리니가 스페인에서 군대를 철수하도록 설득할 수만 있다면 이탈리아는 반독일적이게 되어 제1차 세계 대전의 스트레사 전선으로 돌아갈 것이라고 믿었다. 1937년 여름, 체임벌린은 보수당 연구 부서의 조셉 볼(Joseph Ball) 경과 몰타의 변호사 아드리안 딩글리(Adrian Dingli)를 이용하여 이탈리아 외무 장관 갈레아초 치아노와 접촉하여 외무부와 외무 장관 앤서니 이든이 전망에 덜 열성적이었기 때문에 이탈리아를 되찾기 위한 길을 우회하기 시작했다. 하지만 1937년 8월 스페인 공화국에 보급품을 운반하는 중립 선박에 대한 이탈리아 잠수함의 공격으로 회담이 중단되었다.
앤서니 이든의 강력한 압박 이후 1937년 9월 리옹 회담이 개최되었고, 영국과 프랑스 해군은 이탈리아 공격을 완곡하게 표현하는 "해적 행위"를 진압하기 위해 지중해를 순찰하기로 합의했다.순찰대에는 이탈리아 해군도 포함되어 있었는데, 이 해군은 스페인 공화당으로 향하는 선박에 대한 자체 "해적" 잠수함 공격에 맞서 티레니아 해를 순찰함으로써 체면을 유지하도록 허용했다.

### 미국
체임벌린 정부의 첫 번째 외교 정책 위기는 1937년 12월 일본이 중국 양쯔강에서 영국 포격 HMS 레이디버드를 공격하여 손상시키고 주중 영국 대사인 휴 크내치불-휴게센 경에게 기총 사격을 가해 부상을 입힌 것이었다. 일본 항공기는 또한 양쯔강에서 미국 포함 USS 파나이를 침몰시켰었다. 체임벌린은 파나이 사건을 이용하여 미국을 중립에서 벗어나게 하기를 원했고, 앤서니 이든 외무장관에게 미국이 그렇게 한다면 영국은 8~9척의 주력함을 싱가포르 해군 기지에 보낼 준비가 되어 있음을 미국에 알리라고 지시했다. 미국도 마찬가지로 일본이 공격에 대한 배상을 거부하면 봉쇄로 위협하겠다고 위협했다. 미국이 체임벌린의 제안을 거부하고 파나이호를 침몰시킨 대신 일본의 사과를 받아들이기로 한 결정은 대규모 전쟁이 발생할 경우 미국의 지원 전망에 대해 그에게 큰 환멸을 안겨주게 되었다. 그의 여동생 중 한 명인 힐다 체임벌린(Hilda Chamberlain)에게 보낸 편지에서 그는 자신의 견해를 다음과 같이 표현했다.
나는 일종의 합동(또는 적어도 "병렬") 해군 작전을 수행하려는 관점과 함께 그들[미국인]을 즐겁게 하려고 노력하고 있다. 그들은 엄청나게 느리고 수많은 버스를 놓쳤다. ... 나는 일본군이 미국인 한두 명을 때렸으면 좋겠다! 그러나 물론 작은 d-v-l은 그러기에는 너무 교활하므로 우리는 결국 혼자 행동해야 할 수도 있으며 너무 늦기 전에 양키가 합류하기를 바란다.
프랭클린 루스벨트 미국 대통령이 동의할 준비가 되어 있던 것은 극동 지역에서 또 다른 "사고"가 발생할 경우를 대비한 비상 조치로 1938년 1월 런던에서 비밀 해군 회담을 여는 것이었다.

## 1938년: 초기 협상
아프리카의 이전 독일 식민지 반환을 위한 제국 식민지 동맹(Reichskolonialbund)의 매우 시끄러운 선동으로 인해 체임벌린은 1937년에 식민지 문제가 독일의 가장 중요한 불만이라고 결론했다. 1938년 1월 체임벌린은 외교 정책 위원회에 식민지 문제를 "최선에" 둘 계획이라고 알렸지만 "식민지 문제에 대한 조사는 일반적인 해결의 일부로서만 수행될 수 있다"고 언급했다. 체임벌린은 광대한 중앙아프리카 지역을 관리하기 위해 유럽의 모든 주요 강대국으로 구성된 국제 체제를 제안했다. 제안된 아프리카 행정부에 참여하는 대가로 히틀러는 독일의 국경을 바꾸기 위해 결코 폭력을 사용하지 않겠다고 약속했었다. 이 계획은 1938년 3월 3일 베를린 주재 영국 대사 네빌 헨더슨(Nevile Henderson)이 체임벌린의 제안을 히틀러에게 제출했을 때 시작되었는데, 히틀러는 독일이 아프리카의 어떤 부분에 대해서도 협상을 할 필요가 없다는 이유로 이를 거부했다. 이전 식민지의 일방적 귀환을 위해 10년 이상을 기다릴 준비가 되어 있었다. 독일의 불만에 대한 "일반적인 해결"을 달성하기 위한 첫 번째 단계로 의도되었던 체임벌린의 아프리카 계획을 히틀러가 거부함으로써 질서 있는 회담을 위한 체임벌린의 계획은 거의 궤도에서 벗어났다.
1938년 3월, 스페인에서 이탈리아군을 철수하기 위한 영국-이탈리아 회담이 재개되었다. 1938년 4월 16일 로마에서 부활절 협정이 체결되어 양국 간의 모든 분쟁이 해결된 것으로 보였다. 그러나 무솔리니가 그의 약속에도 불구하고 더 많은 군대를 스페인에 파견하면서 부활절 협정이 발효될 전망은 밝지 않았다.
스페인에 대한 이탈리아의 개입을 줄여 이탈리아를 독일로부터 멀어지게 하려는 정책의 일환으로 체임벌린 내각은 1937년 스페인 내전 불개입 위원회의 권한을 서서히 해체시켰다. 그 조직에서는 좌파 후안 네그린을 배척했다.

## 1938: 안슐루스와 오스트리아
체임벌린 총리직의 첫 번째 위기는 독일의 오스트리아 합병으로 인해 발생했습니다. 오스트리아 나치는 이미 1934년에 오스트리아 총리 엥겔베르트 돌푸스를 암살했고, 지금은 쿠르트 슈슈니크 총리에게 압력을 가하고 있었다.
독일의 목적을 알게 된 체임벌린 정부는 사태를 막을 수 없다고 판단하여 나중에 오스트리아가 독일의 일부가 된 1938년 3월의 안슐루스로 알려지게 된 사건을 묵인했다.

## 1938년: 주데텐란트 위기와 체코슬로바키아
두 번째 위기는 체코슬로바키아 서부의 주데텐란트지역에 닥쳤는데, 이곳은 독일인이 다수 거주하고 있었다. 히틀러는 독일 민족의 자결권을 추구한다는 구실로 1938년 10월 1일에 코드명 녹색 상황이라는 침략 전쟁을 시작할 계획을 세웠다. 체임벌린은 주데텐란트 문제를 놓고 전쟁을 피하는 것을 선호했고 영국은 체코슬로바키아에 대한 보호 의무가 없었지만 1924년 프랑스-체코슬로바키아 동맹은 체코슬로바키아에 대한 독일의 공격이 자동으로 프랑스-독일 전쟁이 된다는 것을 의미했다. 프랑스가 독일에게 패하는 것은 용납할 수 없는 세력 균형의 변화였기 때문에, 영국은 프랑스의 패배를 피하기 위해 개입하는 것 외에는 선택의 여지가 없었다. 또한, 라인란트 재무장 이후 발표된 1936년 3월 19일 영국의 모호한 성명은 영국과 프랑스의 안보를 연결하고, 프랑스-독일 전쟁이 시작될 경우 프랑스가 영국의 개입을 요구해야 한다는 강력한 도덕적 근거를 만들어 냈다.

다가오는 위기의 긴장을 완화하기 위한 노력의 일환으로 체임벌린은 프라하에 독일에게 양보하도록 압력을 가하고 베를린에 전쟁의 위험을 경고하는 이중 전략을 따랐다.  존 사이먼 재무장관이 1938년 5월 위기 당시 일기에 잘 요약한 것이다: 
"우리는 동시에 독일이 우리를 가정해서는 안 된다고 경고함으로써 독일을 제지하려고 노력하고 있습니다. 국경을 넘으면 중립을 유지할 수 있으며, 프라하를 자극하여 양보하고 프랑스가 동원과 같은 성급한 조치를 취하지 않도록 하기 위해(동원은 전쟁의 전주곡이 아니었나요?) 우리가 체코슬로바키아를 방어하기 위해 그녀와 합류할 것이라는 망상은 없습니다. 그러나 이러한 취지의 공개적인 선언은 독일의 비타협성을 격려할 뿐입니다." (원본 강조) 체임벌린은 자매에게 보낸 편지에서 히틀러에게 연락하여 "당신[히틀러]이 할 수 있는 가장 좋은 일은 당신이 주데텐 독일인들을 위해 원하는 것이 무엇인지 정확하게 우리에게 말하는 것입니다. 우리는 체코인들이 이를 받아들이도록 촉구하는 것이 합리적이며 만약 그렇게 한다면 앞으로 그들을 내버려두겠다고 보장해야 합니다."

### 전쟁 준비
주데텐란트 분쟁에 대한 전쟁 준비의 일환으로 체임벌린은 영국 왕립 공군 폭격사령부에 독일에서 가능한 목표 목록 작성을 시작하도록 명령했다. 2개 사단으로 구성된 부대가 프랑스로의 배치 가능성을 준비하기 시작했다.
1938년 체코슬로바키아 위기에 대한 체임벌린의 행동은 독일의 폭격이 영국 도시에 미치는 영향에 대해 군사 전문가들이 조장하고 지지한 매우 과장된 두려움의 영향을 받았습니다. 1938년 초, 제국 방위 위원회(Committee of Imperial Defence)는 체임벌린에게 영국에 대한 독일의 전략 폭격으로 첫 3주 이내에 민간인 50만 명이 사망할 것이라고 합리적으로 예상할 수 있다고 통보했다. 첫 주에만 CID의 폭격으로 인한 사망률은 150,000명으로 추정된다(실제로 이 숫자는 제2차 세계대전 기간 동안 폭격으로 인한 영국인 전체 사망자 수에 가깝다). 1938년 에드먼드 아이언사이드장군은 자신의 일기에 정부의 가장 큰 두려움은 "영국의 전멸로 인해 몇 주 안에 전쟁이 끝날 것"이라고 서술했다. 아이언 사이드 본인도 1938년 9월 자신의 일기에 다음과 같이 언급하면서 이러한 두려움을 공유했다. "우리는 자신을 방어할 수단이 없으며 그 [체임벌린]은 그것을 알고 있습니다. ... 우리는 독일의 공격에 노출될 수는 없다. 만약 우리가 자멸한다면 우리는 단순히 자멸된다." 한편, CID의 헤이스팅스 이스메이 장군은 1938년 9월 정부에 재무장에 시간을 더 투자하면 영국이 독일과의 전쟁에 더 잘 대비할 수 있을 것이라고 알렸다. "군사적 관점에서 볼 때 시간은 우리에게 유리합니다. .독일과의 전쟁이 일어나야 한다면 현재의 도전을 받아들이는 것보다 6~12개월 안에 독일과 싸우는 것이 더 나을 것입니다."

### 자치령의 유럽에서의 전쟁 반대
체코슬로바키아 위기 동안 체임벌린의 정책에 영향을 준 또 다른 요인은 자치령들의 태도였다. 1922년 차낙 위기 이후 런던에서는 영국을 위해 싸우기보다는 중립을 선언할 가능성이 높은 자치령의 지원을 기대할 수 없다는 것이 이해되었다. 뉴질랜드를 부분적으로 제외하고 모든 자치령, 특히 캐나다와 남아프리카는 자신들과 연관되지 않다고 생각되는 유럽에서의 전쟁을 피하기 위해 전적으로 양보하는 것을 선호했다. 그들은 또한 용납할 수 없는 전쟁 위험으로 간주되는 일을 벌인 체임벌린을 비판했다. 자치령의 태도는 체임벌린에게 큰 영향을 미쳤다. 그는 영국이 제국 전체의 지원 없이는 전쟁에서 승리는커녕 싸울 수도 없다고 믿었기 때문이었다. 타임스의 제프리 도슨(Geoffrey Dawson)은 나중에 다음과 같이 이를 회상했다. "1938년 가을에 저명한 캐나다인과 호주인들이 거의 매일 방문했던 것처럼 이 자리에 앉은 사람이라면 그 당시 독일과의 전쟁이 처음부터 끝까지 오해되고 분개했을 것이라는 사실을 깨닫지 못할 수 없었을 것이다. 이 나라에서도 그 뒤에는 통합이 없었을 것이었다."

### 폭동에 대한 독일의 반대 계획
1938년 여름, 영국 정부는 체코슬로바키아 위기를 폭동의 구실로 이용하려는 에발트 폰 클라이스트-슈멘친(Ewald von Kleist-Schmenzin)과 같은 독일의 반나치 반대세력으로부터 여러 전보를 받았다. 체임벌린은 일반적으로 제안에 무관심했고 영국의 지원을 거부했다. 미국 역사가 거하드 와인버그는 1938년 여름 세 번의 런던 방문이 야당의 세 명의 다른 메신저에 의해 이루어졌으며 각각 메시지를 담고 있다고 주장했다. (체코슬로바키아를 지지하는 영국의 확고한 입장은 나치 정권을 제거하는 폭동을 일으킬 것이다.) 서로 다른 메신저의 존재에 대해 무지한 가운데, 분명히 잘 조직되지 않은 그룹의 비전을 제시했다. 따라서 역사가들이 체임벌린이 확증되지 않은 집단의 말에 전쟁과 평화의 중요한 문제를 걸었다고 기대하는 것은 불합리하다.

### Z 계획
1938년 8월, 독일이 예비군을 동원하기 시작했다는 정보가 런던에 도착했다. 체코슬로바키아와의 전쟁이 9월로 예정되어 있다는 정보가 독일군 내 반전 인사들로부터 유출되었다.
마지막으로 프랑스, 특히 영국의 외교적 압력이 거세지자 체코슬로바키아 대통령 에드바르트 베네시는 1938년 9월 5일 조국의 헌법 개편을 위한 제4차 계획을 발표했다. 이는 콘라트 헨라인이 1938년 4월 칼스배드 연설에서 제시한 주데텐란트 자치 요구 대부분을 승인하여 독일군의 침략 구실을 박탈하겠다고 위협했다. 헨라인의 지지자들은 체코슬로바키아 경찰과 일련의 폭력적인 충돌을 벌이는 방식으로 제4차 계획 제안에 즉각 대응했고, 9월 중순 대규모 충돌 이후 특정 주데텐란트 지역에 계엄령을 선포하는 데까지 이르렀다. 위협적인 상황에 대응하여 8월 말 체임벌린은 독일로 날아가 히틀러를 만나 위기를 종식시킬 수 있는 합의를 도출하는 Z계획을 고안해냈다.
체임벌린이 독일로 극적인 평화 임무를 수행할 것이라는 전망은 매우 대담하고 대담한 몸짓으로 여겨졌다. Z 계획은 홍보에는 큰 성공을 거두었지만 영국 대표단의 전문적인 조언과 사전 준비가 부족했다.
Z 계획의 선동자는 체임벌린의 정치 고문이자 스핀 닥터인 조셉 벨 경이었다. 보수적 연구 부서의 이사로서 그와 호레이스 존 윌슨 경은 유화 정책의 주요 지지자였다. 1935년 초 벨은 정부 정책과 관련된 X 계획에 대해 체임벌린에게 조언했다. 체임벌린은 핼리펙스, 윌슨, 존 올세브룩 사이먼, 알렉산더 몬터규 조지 캐도건 경으로 구성된 내각에게 1938년 9월 8일 독일로 갈 의사를 알렸습니다.
마침내 체임벌린이 1938년 9월 13일 독일로 가겠다고 제안하게 된 것은 9월 18일 이후 무조건적으로 시행되는 체코슬로바키아 침공에 대한 독일 야당이 제공한 잘못된 정보였다.
히틀러는 체임벌린의 제안에 만족하지는 않았지만 그를 만나기로 동의했는데, 이는 아마 체임벌린의 제안을 거부하면 자신이 에드바르트 베네시의 다루기 힘든 성격 때문에 마지 못해 전쟁에 내몰린 평화의 사람이라는 그의 반복된 주장이 거짓말이 될 것이기 때문이었을 것이었다.
베르히테스가덴의 베르그호프에서 열린 정상회담에서 체임벌린은 주데텐란트가 독일에 합류하도록 허용하라는 히틀러의 공개 요구에 동의하도록 프라하에 압력을 가할 것을 약속했으며, 그 대가로 체임벌린이 권한을 부여받을 때까지 군사 행동을 연기하겠다는 히틀러의 마지 못해 약속을 했다.
프랑스-영국의 극심한 압박 속에서 베네시는 주데텐란트를 독일에 양도하기로 합의했다.히틀러는 전쟁 구실을 얻기 위한 기한 연기에 동의했지만 프라하가 주데텐란트를 양도하라는 체임벌린의 요청을 거부할 것이라고 예상했으며, 모든 면에서 프랑스-영국의 압력에 바로 주데텐란트를 확보했을 때 가장 실망했다.체코슬로바키아에 가장 큰 피해를 입힌 것은 영국이 기꺼이 고려했던 독일인 제한을 80%로 제한한 것과는 대조적으로 독일인이 최소 50% 이상인 모든 지역을 이전해야 한다는 히틀러의 요구에 체임벌린이 암묵적으로 동의했다는 점이었다. 1938년 9월 체임벌린과 히틀러 사이의 회담은 유럽이 어떤 모습이어야 하는지에 대한 두 사람의 타고난 서로 다른 개념으로 인해 상황이 어려워졌다. 히틀러는 주데텐란트 문제를 전쟁의 구실로 사용하려고 했고 체임벌린은 진정으로 평화로운 해결책을 위해 노력했다.

### 바트 고데스베르크 협상
베르히테스가덴 정상회담 후 런던으로 돌아온 체임벌린은 내각에 히틀러의 목표는 주데텐란트에만 "엄격히 제한되어 있으며" 모든 사람이 제 역할을 한다면 전쟁을 피하는 것이 가능하다고 느꼈다고 말했다. 체임벌린이 1938년 9월 22일 바트 고데스베르크에서 열린 히틀러와의 정상회담에서 주데텐란트 이전 계획을 발표하기 위해 돌아왔을 때, 영국 대표단은 베르히테스가덴에서 자신이 제시한 바로 그 계획을 히틀러가 거부하게 된 것에 가장 불쾌해 했다.
체임벌린의 평화 노력을 완전히 끝내기 위해 히틀러는 프라하와 베를린 사이의 협상도 없고 양도를 감독할 국제 위원회도 없이 주데텐란트를 1938년 9월 28일까지 독일에 양도할 것을 요구했다. 그리고 좋은 조건을 위해 독일은 폴란드와 헝가리의 체코슬로바키아에 대한 모든 주장이 만족될 때까지 전쟁을 선택지로서 포기하지 않았다. 지도자들 사이의 견해 차이는 체임벌린에게 히틀러의 새로운 요구 사항이 제시되었을 때 가장 잘 드러났으며, 이는 이후 고데스베르크 각서로 알려지고 최후 통첩이 제시된 것에 항의했으며, 이로 인해 히틀러는 자신의 새로운 요구 사항을 명시한 문서 이후에 다음과 같이 주장하게 되었다. "각서"라는 제목이 붙었지만 최후 통첩이 될 수는 없었다.

체임벌린은 바트 고데스베르크 이후의 상황에 대해 가장 희망적인 인상을 주려는 경향이 있었지만 외무부 차관 알렉산더 캐도건의 영향을 받은 핼리팩스 외무장관이 이끄는 대부분의 내각은 이를 나쁘게 간주했다. 고데스베르크 각서는 받아들일 수 없었고 독일의 가증된 요구는 1938년 9월 25일에 공식적으로 거부되었다. 이 점을 더욱 강조하기 위해 영국 정부의 최고 산업 고문이자 체임벌린의 가까운 동료인 호레이스 윌슨 경은 베를린으로 파견되어 독일이 체코슬로바키아를 공격하면 프랑스는 1924년 프랑스-체코슬로바키아 조약에 따른 약속을 존중할 것이라고 히틀러에게 알렸다. 그리고 "그러면 영국은 프랑스에 도움을 제공하는 데 명예를 느낄 것이었다. 따라서 체임벌린 자신이 1938년 9월 25일 이후에 언급한 것처럼, 국경 초소 전환 시기 문제를 두고 세계는 곧 전쟁에 돌입하게 되었다. 히틀러는 바트 고데스베르크 최후 통첩에서 주데텐란트를 늦어도 1938년 10월 1일까지 독일에 양도해야 한다고 주장했다. 그러나 체임벌린이 제안하고 히틀러가 거부한 영국-프랑스 계획은 6개월 이내에 주데텐란트를 양도할 것을 요구했다. 주데텐란트의 양도 시기와 런던 중앙 공원에서 파고 있는 참호와 관련하여 체임벌린은 1938년 9월 27일 라디오 방송에서 다음과 같이 악명 높은 선언을 했다.
우리가 알지 못하는 먼 나라의 사람들 사이에 다툼이 있기 때문에 우리가 여기서 참호를 파고 방독면을 써야 한다는 것은 얼마나 끔찍하고 환상적이며 믿을 수 없는 일입니까. ... 나는 내 영혼 깊은 곳까지 평화의 사람입니다.

### 뮌헨 협정
히틀러는 처음에는 녹색 상황을 계속하기로 결정했었다. 체코슬로바키아에 대한 공격은 1938년 10월 1일로 계획되었지만 9월 27일에서 28일 사이에 히틀러는 마음을 바꾸어 뮌헨에서 개최될 회의에 무솔리니의 제안을 받아들일 것을 요청했다. 9월 30일에는 히틀러, 체임벌린, 무솔리니, 프랑스 총리 에두아르 달라디에가 참석하여 체코슬로바키아 문제를 논의할 예정이었다. 런던은 이미 분쟁 지역의 양도안에 동의했기 때문에 뮌헨 협정의 대부분은 주데텐란트의 양도가 어떻게 이루어질 것인지에 대한 기술적 문제에 대한 토론의 하루였으며 히틀러의 비교적 사소한 양보가 특징이었다. 이전은 10월에 10일 동안 이루어지며 국제 위원회의 감독을 받게 되며 독일은 헝가리와 폴란드의 청구가 해결될 때까지 기다릴 수 있었다. 회의가 끝날 무렵, 체임벌린은 히틀러에게 영국-독일 우호 선언문에 서명하도록 했고, 체임벌린은 이를 매우 중요하게 생각했지만 히틀러는 전혀 관심을 두지 않았다.
프랑스와 영국 정부가 체결한 뮌헨 협정은 히틀러가 국가의 방어 전선을 합병할 수 있도록 효과적으로 허용하여 독일의 산업 및 경제 핵심을 독일 국방군이 하루 안에 도달할 수 있는 범위 내에 두었다. 체임벌린은 협상을 위해 뮌헨으로 날아갔고 1938년 9월 30일 영국으로 돌아와 황홀한 환대를 받았다.    런던 서부의 헤스턴 비행장에서 그는 유명한 "우리 시대의 평화" 연설을 하고 기뻐하는 군중에게 영독 선언문을 흔들었다. 히틀러가 헝가리의 침공으로부터 체코인들을 보호하기 위해 군대를 보내도록 요청받았을 때, 체임벌린은 비난을 받았고 독일군에 대해 훨씬 더 강경한 노선을 취하기로 결정했으며 나중에 독일이 폴란드를 침공한 후 독일에 전쟁을 선포했다.

## 1938년: 유화정책과 대안
나치 세력의 계속되어가는 부상에 대처하는 영국 정부의 거듭된 실패는 역사적으로 종종 체임벌린의 코앞에 놓여졌다. 그가 평화의 최종 붕괴를 주재했기 때문이었다. 그러나 체임벌린 체제에서 독일과 협상하는 것은 어려웠다. 독일은 징병제를 시작했고 이미 공군을 축적했다. 대공황 시대의 암울한 재정 사이에 갇힌 체임벌린, 그 자신의 전쟁 혐오, 그리고 전쟁을 피할 수 없었던 히틀러는 1919년 베르사유 조약으로 시작된 정치적 의지와 비전의 보다 일반적인 실패에 대한 정치적 희생양으로서 자리를 내주고 역사 속으로 들어갔다.
평화 유지 정책은 폭넓은 지지를 받았었다. 만약 하원이 조금 더 공격적인 총리를 원했다면 처칠이 당연한 선택이었을 것이었다. 전쟁 발발 이후에도 폴란드 침공이 전면적 갈등으로 이어질 필요가 있는지는 확실하지 않았다. 많은 평론가와 역사가들의 눈에 체임벌린을 유죄 판결한 것은 정책 자체가 아니라 정책을 수행하는 방식과 베팅에 대한 헤지 실패였다. 그의 동시대 사람들 중 다수는 그를 완고하고 비판을 받아들이지 않는 사람으로 여겼는데, 이는 외교 정책에 대해 그와 의견이 일치하지 않는 내각 장관들의 견해를 무시함으로써 뒷받침되는 의견이었다. 만약 정확하다면, 그의 성격에 대한 이러한 평가는 많은 동료들이 히틀러를 제지할 수 없다고 확신한 후에도 오랫동안 체임벌린이 독일과 우호적인 관계를 유지하려고 노력한 이유를 설명할 것 이었다.
체임벌린은 여러 가지 이유로 평화를 열정적으로 믿었으며 그 중 대부분은 유화 정책에서 논의되었으며 유럽의 안정을 유지하는 것이 영국의 지도자로서 그의 의무라고 생각했다. 영국과 다른 곳의 많은 사람들처럼, 그는 독일을 다루는 가장 좋은 방법은 그들을 친절하게 대하고 그들의 요구를 충족시키는 것이라고 생각했다. 그는 또한 사람들의 지도자는 본질적으로 이성적인 존재이므로 히틀러도 이성적이어야 한다고 믿었다. 대부분의 역사가들은 체임벌린이 이러한 견해를 고수하면서 정당화될 수 있는 것보다 훨씬 오랫동안 유화 정책을 추구했다고 믿는다. 그러나 어떤 조치가 전쟁을 피할 수 있었는지 여부와 무장 적대 행위가 더 일찍 시작되었더라면 결과가 더 좋았을지 여부는 정확히 명확하지 않다. 프랑스 역시 군대를 투입할 의사가 없었고, 다른 효과적인 동맹국도 없었다. 이탈리아는 강철 조약에 가입했고, 소련은 불가침 조약에 서명했으며, 미국은 여전히 공식적으로 중립국을 유지했다. 체임벌린의 외교 정책은 70년 이상 학계, 정치인, 외교관들 사이에서 격렬한 논쟁의 대상이 되어 왔다. 역사가들의 평가는 독일이 너무 강해지도록 허용했다는 비난부터 독일이 너무 강해서 전쟁에서 이길 수 있고 전쟁을 연기하는 것이 영국의 최선의 이익이라는 판단에 이르기까지 다양했다.
역사가 앤드류 로버츠는 2019년에 "사실 그들이 적어도 시도한 것은 옳았다는 것이 오늘날 영국에서 일반적으로 받아들여지는 견해"라고 주장했다.

## 1938년 가을: 이탈리아, 독일, 일본에 대한 태도
1938년 11월 2일, 체임벌린은 이탈리아가 스페인에서 10,000명의 군대를 철수한다는 소식을 듣고 곧 부활절 협정을 발효할 것이라고 발표함으로써 이탈리아를 독일로부터 빼앗기 위해 또 다른 노력을 기울였다. 11월 16일 부활절 협정이 발효되었고 영국은 이탈리아의 비토리오 에마누엘레 3세 국왕을 에티오피아의 황제로 인정했다. 그 직후인 1938년 11월 30일, 이탈리아인들은 프랑스 일부 지역에 대한 영유권을 주장했고 이로 인해 심각한 프랑스-이탈리아 위기가 발생했고 이로 인해 체임벌린의 로마 방문 계획이 거의 무산되었다.
1938~1939년 겨울 동안 독일에 대한 체임벌린의 태도는 눈에 띄게 굳어졌는데, 부분적으로는 히틀러가 1938년 11월에 시작한 폭력적인 반영국 선전 캠페인 때문이었고, 부분적으로는 카를 프리드리히 괴르델러와 같은 반나치주의자들이 독일의 군비를 중단시켰다는 정보 때문에 제공되었다. 영국과의 전쟁을 준비하는 쪽으로 우선순위가 바뀌고 있었다. 특히 체임벌린은 히틀러가 뮌헨 협정을 개인적인 패배로 간주했다는 정보와 1938년 12월 베를린에서 독일이 런던에서 영국의 "기압계"로 간주되었던 영-독 해군 협정을 가까운 장래에 파기할 계획이라는 암시에 대해 우려했다. 또한, 1938년 11월 10일 히틀러의 비밀 연설에 대해 독일 반대측이 독일 언론인 그룹에게 전달한 보고서는 그는 지난 5년간 자신의 평화 선전이 독일 국민들에게 너무 성공적이었고, 다른 나라, 특히 영국에 대한 증오를 조장하기 위한 새로운 선전 문구를 썼다고 불평했다. 베를린과의 관계가 악화되자 체임벌린은 이제 영국이 발칸 반도를 독일의 배타적 경제권으로 받아들이는 것이 너무 위험하다고 판단하고 구입에 보조금을 지급하기 위해 1938~1939년 겨울에 영국의 "경제 공세"를 명령했다. 그렇지 않으면 독일인들이 발칸 지역의 제품들을 구매하게 될 것 이었다. 한 가지 희극적인 측면은 화이트홀 내에서 상당한 논쟁이 있은 뒤, 체임벌린이 그리스를 독일의 경제권에서 제외시키기 위해 영국 흡연자들은 영국에서 열등하다고 여겨지는 그리스 담배를 견뎌야 한다고 판결했다는 것이다. 1938년 11월의 또 다른 주요 경제 사건은 영미 무역 협정의 체결이었다. 이 서명은 워싱턴과 런던 간의 경제적 협력 증대의 시작이었으며, 이는 궁극적으로 정치적 협력으로 이어질 의도였다.
1938년 말, 영국은 중국에 일련의 차관을 제공했는데, 영국 역사가 빅터 로스웰은 그의 조국이 "여력이 없다"고 언급했지만 중국이 일본과 계속 싸울 수 있도록 유도했다. 그 무렵, 일본이 중국과의 전쟁에 휘말리는 한 일본은 영국의 아시아 식민지를 공격할 가능성이 적기 때문에 일본을 적대시할 위험이 있더라도 중국이 계속 싸우는 것이 낫다는 것이 화이트홀에서 받아들여졌다. 영국 외무부는 강력하게 친중국적이었고, 로즈웰이 지적했듯이 도쿄 주재 영국 대사인 로버트 크레이지 경은 "1938년 후반에 그가 사실상 뮌헨과 같은 극동 지역을 옹호했을 때 뒷통수을 맞았다." 외무부의 친중국적 동정심은 비록 협소한 일본 애호가 크레이지가 화려하고 술을 많이 마시고 매우 활동적인 양성애자보다 훨씬 더 전통적인 영국 외교관임에도 불구하고도. 중국 주재 대사인 아치볼드 클라크 커에게 더 큰 존경을 표하는 데 반영되었다. 영국은 일본과의 전쟁을 감수할 수 없었고, 그렇게 되면 영국군이 극동 지역으로 분산되어 독일과 이탈리아가 공격적인 행보를 취하게 할 수 있을 것이었다. 동시에 영국 정부는 일본의 중국 정복을 받아들이지 않았으며 재정적으로 중국을 지원했다. 1937년 말, 장제스는 중국 조세 수입의 85%를 가져오는 중국 상업적 수도인 상하이를 일본에게 빼앗겼다. 상하이가 함락된 후 장제스는 일본과의 전쟁을 계속하는 데 필요한 자금을 얻는 데 어려움을 겪었다. 체임벌린 정부는 일본이 중국을 정복하면 일본의 야망을 영국의 아시아 식민지와 호주 및 뉴질랜드의 영토로 확장할 것이라는 자신만의 도미노 이론을 가지고 있었다. 체임벌린과 나머지 내각은 호주, 뉴질랜드, 인도 및 극동의 나머지 영국 식민지에 대한 일본의 정복을 결코 받아들이지 않을 것이며, 다음과 같은 경우 아시아 태평양 지역에서 영국의 지위를 지키기 위해 싸우기로 결심했다. 일본이 중국에서 영국 소유의 철도를 몰수하거나 중국 해역에서 영국 소유 선박을 무상으로 나포했을 때 영국 정부는 일본과의 전쟁을 최악의 시나리오로 간주했기 때문에 항의문만 보냈었다. 한편, 일본의 추가 공격을 저지하기 위해 싱가포르 해군 기지와 홍콩을 요새화하는 데 자금이 여전히 투입되고 있었다. 체임벌린 정부는 중국에 대한 일본의 전쟁을 막기 위해 미국이 영미 전선을 제시하기를 원했지만 루즈 벨트 행정부는 중립적인 조치를 취했기 때문에 극동에서 영국의 보다 적극적인 정책이 불가능했다.
1938년 12월 영독 관계 악화를 반영하는 사소한 사건이 발생했다. 체임벌린은 런던에서 열린 공식 만찬에서 독일 통신사 특파원들에게 "야망이 지배욕으로 이어진다면 야망은 무익하다" 라고 연설해 경고했다. 히틀러에 대한 묵시적인 질책은 세인트 제임스 법원의 독일 대사인 헤르베르트 폰 디르크센이 항의하여 만찬에서 나가게 만들었다. 더욱이, 1938년 말 참모장은 전투기 생산 증가와 체인 홈 레이더 시스템의 완성으로 인해 1년 안에 영국의 방공망이 독일의 어떤 공격 시도에도 저항하고 격퇴할 수 있을 만큼 강력해질 것이라고 보고했다. 1938년 영국의 공포 주요 원인은 공중에서 날아오는 "Knock-out Blow"였었다. 영국이 1939년 독일의 "Knock out Blow" 시도를 견디고 살아남을 수 있다는 참모장의 보증은 그 해 체임벌린의 외교 정책 중점을 바꾸는 데 중요한 역할을 했다. 1938년 말, 존 사이먼 재무장관은 체임벌린이 1937년과 1938년에 동의한 군비 지출 증가가 인플레이션, 높은 이자율, 국제수지 위기, 영국 금융 보유고의 위험을 초래하고 있다고 내각에 보고했다. 소위 {"방어의 네 번째 팔")이 소진될 것이었다. 그런 상황에서 말하길 "우리는 오랜 투쟁을 계속할 수단을 완전히 잃어버렸어야 했다" 라고 서술했다. 동시에 사이먼은 "국방 계획이 재정적, 경제적 상황으로 인해 좌절된 것으로 공개적으로 보여야 한다"는 국제적 영향에 대해 체임벌린에게 우려를 표명했다.

## 1939년: "네덜란드 전쟁의 공포"와 독일의 체코슬로바키아 점령
1939년 1월 말, 영국 정부는 1938년 11월 히틀러가 촉발한 반영국 선전 캠페인과 Z 계획으로 인한 전쟁해군 건조량의 엄청난 증가에 대한 정보원의 보고와 "네덜란드 전쟁의 공포"로 인한 공황에 빠졌다. 해외방첩청 사령관 빌헬름 카나리스 제독이 심었을 가능성이 매우 높은 거짓 정보는 독일군이 1939년 2월 네덜란드를 침공하여 네덜란드 비행장을 사용하여 영국 도시에 전략적 폭격 공세를 개시하여 도시를 완전히 파괴함으로써 상대방에 대해 "KO"를 달성할 계획이라고 보고했다. 프랑스는 네덜란드에 대한 독일의 공세를 막을 수 있는 유일한 국가였으며, 프랑스-독일 간의 이해관계를 달성하려고 시도했을 수 있는 프랑스 외무장관 조르주 보네는 프랑스가 그러한 공세를 막기 위해 아무것도 하지 않을 것임을 시사했다. 영국은 프랑스를 위해 중요한 조치를 취했고 체임벌린은 유럽에 대규모 원정군을 파견하기 위해 "대륙적 약속"을 해야 했다. 전쟁의 공포에 대한 체임벌린의 대응은 프랑스와 전체 참모 회담을 명령하고, 독일이 저지대 지역으로 이동하는 것은 즉각적인 전쟁 선포의 근거로 간주될 것이라는 공개 선언을 발표한 뒤, 규모를 대폭 확대하도록 명령하는 것이었다. 그리고 군대는 징병제를 심각하게 고려헀다. 1939년 2월 6일, 체임벌린은 하원에 프랑스에 대한 독일의 공격은 자동으로 영국에 대한 공격으로 간주될 것이라고 알렸다. 프랑스에 대한 독립 보장 외에도 1939년 1월 26일부터 2월 20일 사이에 체임벌린은 그러한 외교 장치가 히틀러가 서유럽에서 침략을 수행하는 것을 막을 수 있다고 믿었기 때문에 스위스, 벨기에 및 네덜란드에 대한 보장을 발표했다. 1939년 2월 체임벌린은 영국군의 규모를 대폭 늘리고 향토군을 예비군 13개 사단에서 26개 사단으로 늘릴 것이라고 발표했다. 1939년 4월, 영국 역사상 처음으로 징병제가 명령되었으며, 첫 번째 징집병은 여름에 소집되었다. 1939년 2월 체임벌린이 마지못해 "대륙적 약속"을 받아들인 것은 "유화 정책"의 원칙의 종식했음을 의미했으며, 이는 재무장에 대한 영국의 경제적 부담를 엄청나게 증가시켰다.

체코슬로바키아를 멸망시킨 1939년 3월 15일의 독일의 의한 쿠데타는 체임벌린이 정책의 중점을 바꾼 이유 중 하나였으며, 이로 인해 "봉쇄" 전략이 채택되었다. 1939년 3월 17일, 그는 버밍엄에서 연설을 하면서 영국이 필요하다면 전쟁을 통해 독일의 지배 노력에 반대할 것이라고 말했다. 1939년 3월 18일 내각에서 연설한 회의록에는 다음과 같이 서술되어 있다.
총리는 일주일 전까지만 해도 우리가 독재 세력과 더 나은 관계를 맺는 정책을 계속할 수 있어야 한다는 가정 하에 진행했으며, 이들 세력에는 목표가 있었지만 그 목표는 제한적이었다고 말했습니다. ... 그는 이제 히틀러의 태도로 인해 이전 방식을 계속하는 것이 불가능하다는 결론에 확실히 도달했습니다. ... 나치 지도자들이 제공한 보증은 전혀 신뢰할 수 없습니다. ... 그는 [3월 17일 버밍엄에서] 자신의 연설을 독일이 무력으로 유럽을 지배할 의도가 있는지 여부에 대한 독일에 대한 도전으로 간주했고 따라서 독일이 유럽을 지배하려는 방향으로 한 걸음 더 나아간다면 독일은 그 도전을 받아들이게 될 것이었다.

## 1939년: 폴란드 보호
1939년 3월 중순, 체임벌린 정부는 "틸레아 사건"으로도 알려진 소위 "루마니아 전쟁의 공포"로 인해 흔들렸다. 런던 주재 루마니아 장관 비오렐 틸레아는 자신의 나라가 독일의 공격을 받을 위험이 임박했다고 영국 정부에 보고했고, 이로 인해 동유럽에 대한 약속을 회피하려는 영국의 정책이 유보되었다. 실제로 1939년 3월 루마니아에 대한 독일의 공격 계획은 없었지만 석탄에서 합성 원유을 생성하려는 독일 프로그램의 주요 지연으로 인해 루마니아 석유의 중요성이 크게 증가했으며 독일은 헤르만 괴링의 4개년 계획에 돌입했다. 부쿠레슈티에서의 회담에서는 루마니아 석유 산업의 통제권을 독일에 넘겨달라고 강력한 압력을 가하고 있었다. 역사가들은 영국 역사가 D.C. 와트가 주장한 것처럼 틸레아가 석유 산업을 통제하려는 독일의 요구에 맞서 영국의 지원을 얻기 위해 루마니아에 대한 독일의 위협을 고의적으로 과장했는지, 아니면 틸레아가 정말로 헝가리-독일 침공 직전에 있다고 믿었는지에 대해 논쟁을 벌인다. 미국 역사가 게르하르트 와인버그가 주장했듯이, 루마니아 전선의 헝가리의 군대는 1939년 3월 국경에 집중되고 있었다.
독일에는 천연 석유 공급이 거의 없었기 때문에 체임벌린은 루마니아와 루마니아의 석유를 독일의 손아귀에 넣게 하지 않는 것이 바람직하다고 생각했다. 따라서 영국 해군의 봉쇄 능력은 전쟁을 억제하거나 승리하기 위한 영국의 트럼프 카드였다. 1939년 3월 31일 폴란드의 대한 독립 보장은 폴란드를 서방과 결속시키고(폴란드 외무부 장관 유제프 벡 (오해로 친독일로 여겨짐) 폴란드가 루마니아를 보호하기로 약속하는 대가를 보장하기 위한 것이었다.